# Saíra-pintor
A saíra-pintor ou pintor-verdadeiro (Tangara fastuosa) é uma ave que atinge 13,5 cm de comprimento. A sua alimentação básica, em ambiente natural, consiste de pequenas frutas, bagas e insetos que recolhem nas folhagens e ramos. É uma espécie endêmica da região Nordeste do Brasil. Ocorre no litoral dos estados de Pernambuco a Alagoas e também no Rio Grande do Norte. Tem o seu habitar nas porções remanescentes de Mata Atlântica, no Nordeste.
Tem como principais características, o seu bico cônico, triangular na base. O seu ninho tem a forma de uma taça rasa e é construído nos galhos de árvores. Põe 3 ou 4 ovos, com cerca 15 a dezessete dias de incubação. Atinge a maturidade sexual aos doze meses de vida. O seu período de reprodução estende-se da Primavera ao Verão. Quase não há dimorfismo sexual aparente nesse espécie, sendo apenas a cabeça do macho, de tom levemente mais azulado que a da fêmea. São fortemente territoriais e agressivos com outros da espécie, principalmente no período de acasalamento. Exemplares mantidos em cativeiros conservacionistas apresentaram reprodução com relativa facilidade, favorecendo o repovoamento de áreas degradadas.

## Estado de Conservação
As populações da espécie só existem no litoral de Pernambuco e Alagoas e Rio Grande do Norte. Foram ao longo dos anos muito perseguidas pelos criadores de pássaros. Hoje elas estão em perigo de extinção, dado principalmente à forte pressão de caça para abastecer o comércio ilegal de aves silvestres e também à degradação de seu habitat.